# Campionat d'Eslovènia de ciclisme en contrarellotge
El Campionat d'Eslovènia de ciclisme en contrarellotge és una competició ciclista que serveix per a determinar el Campió d'Eslovènia de l'especialitat. La primera edició es disputà el 1997. El títol s'atorga al vencedor d'una única carrera. El vencedor obté el dret a portar un mallot amb els colors de la bandera eslovena fins al Campionat de l'any següent en qualsevol prova en contrarellotge individual.

## Palmarès masculí
| Any  | Primer          | Segon           | Tercer           |
| 1997 | Sasa Sviben     | Robert Pintaric | Walter Bonca     |
| 1998 |                 |                 |                  |
| 1999 | Branko Filip    | Sasa Sviben     | Kristjan Mugerli |
| 2000 | Walter Bonca    | Mitja Mahoric   | Igor Kranjec     |
| 2001 | Mitja Mahoric   | Sasa Sviben     | Boris Premuzic   |
| 2002 |                 |                 |                  |
| 2003 | Mitja Mahoric   | Walter Bonca    | Dean Podgornik   |
| 2004 | Dean Podgornik  | Gregor Gazvoda  | Boris Premuzič   |
| 2005 | Gregor Gazvoda  | Walter Bonca    | Dean Podgornik   |
| 2006 | Kristjan Fajt   | David Tratnik   | Matej Gnezda     |
| 2007 | Kristjan Koren  | Gregor Gazvoda  | Blaz Jarc        |
| 2008 | Gregor Gazvoda  | Kristjan Koren  | Jure Zrimsek     |
| 2009 | Janez Brajkovič | Gregor Gazvoda  | Kristjan Koren   |
| 2010 | Gregor Gazvoda  | Kristjan Koren  | Borut Božič      |
| 2011 | Janez Brajkovič | Robert Vrecer   | Kristjan Koren   |
| 2012 | Robert Vrečer   | Gregor Gazvoda  | Jan Polanc       |
| 2013 | Klemen Štimulak | Matej Mugerli   | Kristjan Fajt    |
| 2014 | Gregor Gazvoda  | Klemen Štimulak | Blaž Jarc        |
| 2015 | Jan Tratnik     | Jon Božič       | Klemen Štimulak  |
| 2016 | Primož Roglič   | Matej Mohorič   | Rok Korošec      |
| 2017 | Jan Polanc      | Gregor Gazvoda  | Marko Pavlic     |
| 2018 | Jan Tratnik     | Tadej Pogačar   | Izidor Penko     |
| 2019 | Tadej Pogačar   | Matej Mohorič   | Jan Tratnik      |
| 2020 | Tadej Pogačar   | Primož Roglič   | Jan Polanc       |
| 2021 | Jan Tratnik     | Jan Polanc      | Tadej Pogačar    |
| 2022 | Jan Tratnik     | Matej Mohorič   | Jan Polanc       |
| 2023 | Tadej Pogačar   | Marko Pavlič    | Anže Skok        |
| 2024 | Matej Mohorič   | Matevž Govekar  | Jaka Primožič    |
| 2025 | Mihael Stajnar  | Matic Zumer     | Timotej Bavec    |

### Palmarès sub-23
| Any  | Primer          | Segon           | Tercer          |
| 2004 | Janez Brajkovic | Miha Svab       | Andrej Omulec   |
| 2006 | Kristjan Koren  | Simon Spilak    | Grega Bole      |
| 2009 | Blaž Jarc       | Blaž Furdi      | Jan Tratnik     |
| 2010 | Blaž Jarc       | Matias Kumar    | Klemen Štimulak |
| 2012 | Jan Polanc      | Jan Tratnik     | Klemen Štimulak |
| 2014 | David Per       | Žiga Ručigaj    | Luka Pibernik   |
| 2015 | Jon Božič       | Martin Otonicar | Rok Korošec     |
| 2016 | Matej Mohorič   | David Per       | Izidor Penko    |
| 2024 | Gal Glivar      | Anže Ravbar     | Natan Gregorčič |
| 2025 | Nejc Komac      | Jaka Marolt     | Anze Ravbar     |

## Palmarès femení
| Any  | Primera         | Segona          | Tercera         |
| 2009 | Tjasa Rutar     | Polona Batagelj | Alenka Novak    |
| 2010 | Tjasa Rutar     | Sigrid Corneo   | Polona Batagelj |
| 2011 | Tjasa Rutar     | Polona Batagelj | Alenka Novak    |
| 2012 | Tjasa Rutar     | Ursa Pintar     | Sara Frece      |
| 2013 | Sara Frece      | Polona Batagelj | Alenka Novak    |
| 2014 | Polona Batagelj | Sara Frece      | Tjasa Rutar     |
| 2015 | Polona Batagelj | Alenka Novak    | Ursa Pintar     |
| 2016 | Ursa Pintar     | Alenka Novak    | Urska Zigart    |
| 2017 | Ursa Pintar     | Polona Batagelj | Urska Zigart    |
| 2018 | Eugenia Bujak   | Ursa Pintar     | Polona Batagelj |
| 2019 | Eugenia Bujak   | Urša Pintar     | Urška Žigart    |
| 2020 | Urška Žigart    | Blaža Pintarič  | Urška Bravec    |
| 2021 | Eugenia Bujak   | Urša Pintar     | Urška Žigart    |
| 2022 | Urška Žigart    | Eugenia Bujak   | Urša Pintar     |
| 2023 | Urška Žigart    | Urša Pintar     | Nika Bobnar     |
| 2024 | Urška Žigart    | Hana Žumer      | Ema Pirš        |
| 2025 | Eugenia Bujak   | Urška Žigart    | Vita Movrin     |